# 片浜十三里

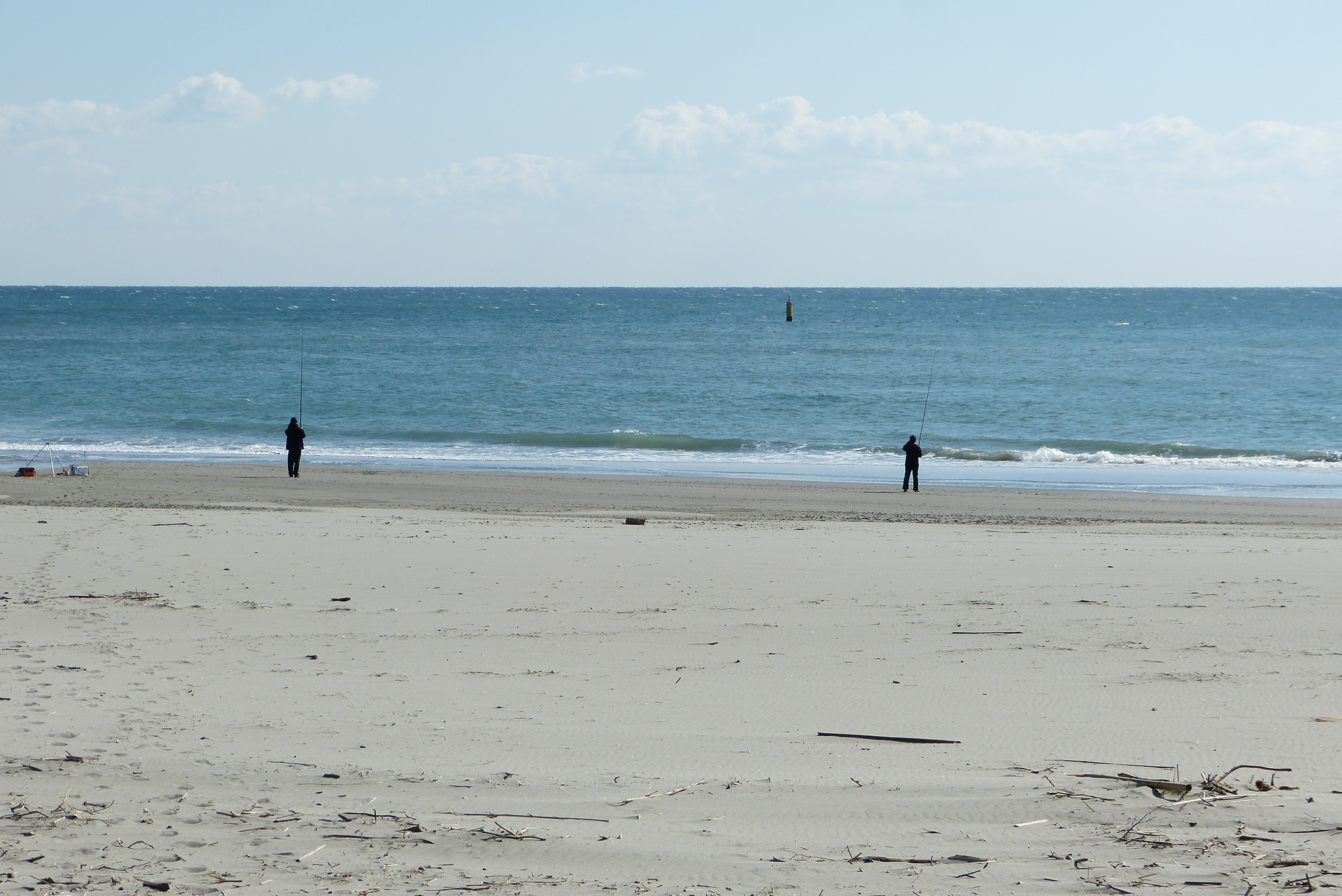
晴れの表浜

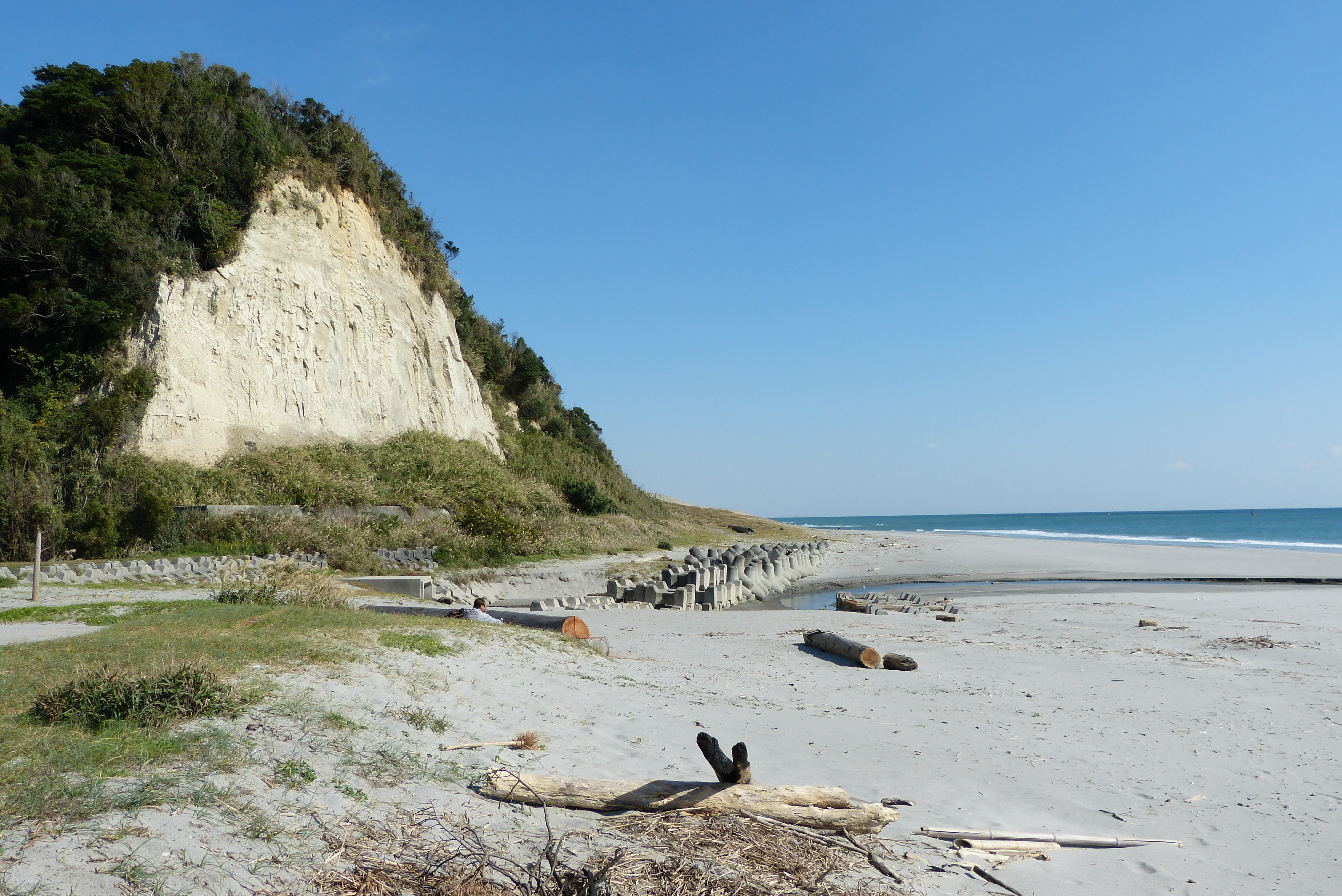
海食崖

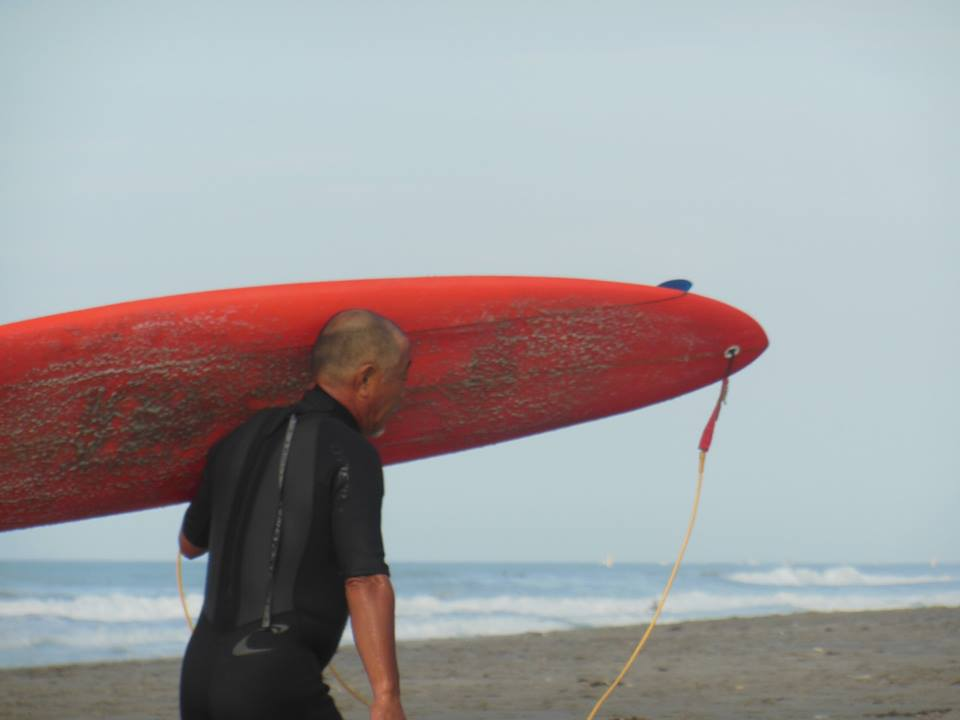
サーファー

片浜十三里（かたはまじゅうさんり）は、愛知県田原市渥美半島の先端、伊良湖岬付近にある日出の石門から、静岡県浜松市の浜名湖と外海の境目である今切れ口までの約52km（十三里）に亘って続く砂浜である。
地元では遠州灘（太平洋）を表（おもて）海、それに対し三河湾を裏海と呼ぶことから表浜（おもてはま）と呼ぶことが多い。

## 地形
高さ10メートルから30メートルの海食崖が大部分を占め、常に波による侵食を受けており、1956年の調査では1897年測量時の海岸線よりも60ｍ後退していた。このためテトラポッドなどの波消しブロックが多数設置されているが、アカウミガメの産卵地でもあるため、環境に配慮し一部で撤去する取り組みもある。

## 利用
観光スポットとしては旧東海道の潮見坂、伊古部海岸、サーフィンが盛んな赤羽根海岸などがある。断崖と砂浜という風光明媚な海岸ではあるが、「うと」と呼ばれる危険な巻波が打ち寄せ海底に引き寄せられるため遊泳禁止となっており海水浴は厳禁である。一方で波が高いことで逆にサーファーに人気があり、台風の日や冬でもサーフィンを敢行する強者も居る。赤羽根海岸では公式にサーフィンの大会が開かれ、波を利用した町おこしの動きがある。
釣り人の姿も多い。かつては地引き網漁が盛んに行われ、白身の魚がちくわの原料に使われた。現在はイベントとして地引き網が行われている。

## 保全
表浜ブルーウォークとして清掃活動が行われている。